# Jaguar Mark IX
La Jaguar Mark IX è un'automobile berlina di grandi dimensioni prodotta dalla casa automobilistica inglese Jaguar Cars dal 1959 al 1961. La IX sostituiva la precedente VIII.

## Descrizione
Dal punto di vista estetico le due vetture erano quasi identiche e la maggiore differenza era data dal nome del modello. Come motore venne utilizzato il sei cilindri in linea da 3,8 litri (231 in³) a doppio albero a camme in testa da 220 cavalli che sostituì il precedente motore da 3,4 litri (210 in³). Il nuovo 3.8 deriva dal precedente 3.4 e l'aumento di cilindrata era stato ottenuto aumentando l'alesaggio dei cilindri.
Sulla IX divennero di serie i freni a disco sulle quattro ruote e lo sterzo servoassistito. Nei tre anni nei quali rimase in produzione ne vennero realizzati un totale di 10.005 esemplari. Fu sostituita dalla Mark X.